# Dúzs
Dúzs là một thị trấn thuộc hạt Tolna, Hungary. Thị trấn này có diện tích 11,27 km², dân số năm 2010 là 269 người, mật độ 24 người/km².